# Conopeum aciculatum
Conopeum aciculatum är en mossdjursart som först beskrevs av William MacGillivray 1891.  Conopeum aciculatum ingår i släktet Conopeum och familjen Membraniporidae. Inga underarter finns listade i Catalogue of Life.